# قطعنامه ۵۵ شورای امنیت
قطعنامه ۵۵ شورای امنیت سازمان ملل متحد که در تاریخ ۲۹ ژوئیه ۱۹۴۸ تصویب شد، سندی بین‌المللی دربارهٔ مسئلهٔ اندونزی است. این قطعنامه طی نشست ۳۴۲ام با ۹ موافق، ۰ مخالف و ۲ ممتنع تصویب شد.